# Expédition en Amérique du Sud de Castelnau
 (avril 2025).
Motif : sourçage primaire. On ne source pas une expédition avec le récit écrit par les membres de cette même expédition. Notoriété encyclopédique non démontrée
- Archive Wikiwix
- Bing
- Cairn
- DuckDuckGo
- E. Universalis
- Gallica
- Google
- G. Books
- G. News
- G. Scholar
- Persée
- Qwant
- (zh) Baidu
- (ru) Yandex

| 1. | Préciser le motif de la pose du bandeau. | Précisez le motif de la pose du bandeau en utilisant la syntaxe suivante : {{admissibilité à vérifier\|date=août 2025\|motif=remplacez ce texte par le motif}}                                                  |
| 2. | Informer les utilisateurs concernés.     | Pensez à avertir le créateur de l'article, par exemple, en insérant le code ci-dessous sur sa page de discussion : {{subst:avertissement admissibilité à vérifier\|Expédition en Amérique du Sud de Castelnau}} |

Caractéristiques
L'expédition dans les parties centrales d'Amérique du Sud, en version longue L'expédition dans les parties centrales d'Amérique du Sud de Rio de Janeiro à Lima, et de Lima au Para, est une expédition d'exploration exécutée par ordre de la France et grâce à l’appui du duc d’Orléans et du duc de Nemours entre 1843 et 1847, avec pour objectif d'explorer les régions méconnues du continent, les cartographier, et recueillir des données géographiques, ethnographiques et naturelles,.
Commanditée par le gouvernement français et menée par Francis de Laporte de Castelnau, cette mission s'inscrivait dans un contexte de grande curiosité scientifique au XIXe siècle, où l'exploration des territoires inconnus servait autant à l’avancement des connaissances qu'à renforcer l’influence culturelle des nations européennes.
De nombreux ouvrages ont été publiés à la suite de ce voyage,.

## Composition
L'expédition était dirigée par Francis de Laporte de Castelnau. Eugène Hulot d'Osery était le géologue de l'équipe. Hugh Algernon Weddell, est le médecin et le botaniste de l'expédition, puis se sépara du groupe pour poursuivre ses recherches dans le sud de la Bolivie. Émile Deville, quant à lui, participait à l'expédition en tant que préparateur taxidermiste.

## Chronologie de l'expédition

### Première phase: de Rio de Janeiro à Lima
L'expédition débute le 30 avril 1843, lorsque le groupe quitte Brest en direction du Brésil. Le 2 juin, ils franchissent l'équateur, et le 17 juin, l'équipe arrive à Rio de Janeiro.
Le 8 novembre, l'expédition entre dans la province de Minas Gerais et poursuit son exploration vers l'intérieur du continent. Le 28 janvier 1844, le groupe traverse le Rio São Francisco, puis, entre le 24 février et le 5 mars, franchit le Rio Paranaíba et atteint Catalão. Le 19 mars, ils arrivèrent à la ville de Goiás.
Le 6 mai, ils rencontrent les Chérentes, des "Indiens sauvages et cannibales". Le 9 et 10 juin, ils commencent la descente du Rio Araguaia et, le 2 juillet, rencontrent pacifiquement les peuples Carajás et Chambioas. Le 31 août, ils atteignent Porto Imperial (aujourd'hui Porto Nacional).
L'expédition poursuit son chemin vers l'ouest et arrive à Cuiabá le 13 décembre. Au début de février 1845, le groupe entre en Bolivie, alternant plusieurs fois la frontière sur son itinéraire. Ils atteignent Corumbá (Brésil) le 7 février, puis Albuquerque le lendemain, et rencontrent plusieurs tribus indigènes, notamment les Cadiéhos, les Guaycurú (Ouaitiadéhos), les Cayawas, les Guanas/Huanas et les Quiniquinos.
Entre le 14 février et le 6 mars, l'expédition traverse le Paraguay et arrive au Fort Olympo (Fuerte Olimpo). Environ le 24 juin, le groupe entre en Bolivie et atteint Chuquisaca (Sucre) le 20 septembre. Le 17 novembre, ils arrivent à La Paz et entrent au Pérou le 5 décembre.
Le 27 janvier 1846, l'expédition parvient à Lima, où elle reste plusieurs mois pour mener diverses études sur la ville et ses environs. Le groupe se sépara ensuite pour explorer différentes régions avant de se retrouver sur l'Amazone.

### Seconde phase: exploration de la Pampa de Sacramento et retour en Europe
En juin ou juillet 1846, les explorateurs atteignent Cuzco. Aux alentours du 1er décembre, Eugène est assassiné, marquant un tournant tragique de l'expédition. Le 28 décembre, Francis de Castelnau retrouve Émile Deville à Loreto.
Le 6 février 1847, l'expédition arrive à la Barra do Rio Negro, près de Manaus, puis atteint Belém en mars.
Le 9 mars, ils rejoignent Cayenne (Guyane française), puis poursuivent leur trajet à travers les Guyanes : ils atteignent le fort d'Amsterdam à Albina (Guyane hollandaise) le 6 mai, puis Georgetown (Guyane anglaise) le 19 mai.
L'expédition continue dans les Caraïbes avec des escales à la Barbade le 26 mai, à Sainte-Lucie le 10 juin, à la Martinique le 12 juin, et en Guadeloupe (Basse-Terre) le 27 juillet. Le 28 juillet, le groupe passe par Antigua-et-Barbuda, Montserrat, puis Saint-Christophe-et-Niévès.
Enfin, le 25 août 1847, l'expédition revient en France, au Havre, marquant la fin de l'expédition en Amérique du Sud,,,,.

## Assassinat de Eugène Hulot d'Osery
Eugène fut assassiné le 1er décembre 1846, lors de sa remontée du Rio Marañón, pour rejoindre le reste de l'expédition. Ses assassins sont au nombre de 4 : Julian Julca, Luiz Julca, Domingo Judea/Ubillus , José Marcelino Guevara, chacun servait de guide et de rameur à Eugène.
ÀS la site de cela, les frères Julca furent condamnés à la peine de mort, Domingo à quatre ans de travaux forcés, et Marcelino fut remis en liberté car aucune charge n'a été prononcé contre lui. La peine de mort fut appliquée le 6 juillet 1847 à Lambayeque.
Au final, le corps de Eugène ne fut jamais retrouvé, probablement emporté par le courant, ainsi que de nombreux documents important sur l'expédition.

## Résultat
Au final, l'expédition aura fourni des informations géographiques et cartographiques considérables, mais surtout de riches descriptions "d'animaux nouveaux ou rares" trouvés lors du trajet. On compte environ 85 espèces d'oiseaux, environ 40 espèces de zoophytes, une vingtaine d'espèces de mammifères, etc., dont certaines nouvelles espèces seront nommées en honneur de membres de l'expédition : Arrémon de Deville (Arremon devillei), Glyphorhynque de Castelnau (Glyphorhynchus castelnaudii), Oserya, Conure de Weddell (Aratinga weddellii), etc.
Ces descriptions concernent des spécimens aussi bien vivants que fossiles.
L'ouvrage suivant sera publié dans les années qui suivent, en 15 tomes, ouvrage qui obtiendra la médaille hors-ligne de la société de Géographie en 1851 :
- "Expédition dans les parties centrales de l'Amérique du Sud, de Rio de Janeiro à Lima, et de Lima au Para", en 6 tomes, F. de Castelnau, publiés de 1850 à 1851,,,,,
- "Itinéraires et coupe géologique", F. de Castelnau, 1852
- "Vue et scène", F. de Castelnau, 1853
- "Antiquités des Incas et autres peuples anciens", F. de Castelnau, 1854
- "Expédition dans les parties centrales de l'Amérique du Sud ; Zoologie", F. de Castelnau, 1855
- "Chloris Andina", en 2 tomes, H-A. Weddell, 1855
- "Animaux nouveaux ou rares", en plusieurs livres : Anatomie (1855), Oiseaux (1855), Mollusques (1857), F. de Castelnau
Ces ouvrages furent très profitables pour les milieux scientifiques de l'époque, notamment celui de la zoologie,.

## Sources
1. 1 2 3 4 5 6  Francis comte de Castelnau, Expédition dans les parties centrales de l'Amérique du Sud, de Rio de Janeiro à Lima: et de Lima au Para, Tome Premier, P. Bertrand, 1850 (lire en ligne)
2. 1 2  Victor Carus, Histoire de la zoologie depuis l'antiquité jusqu'au 19e siècle, Baillière, 1880 (lire en ligne)
3. 1 2  Thomas Balch, Les Français en Amérique pendant la guerre de l'indépendance des États-Unis 1777-1783, A. Sauton, 1872 (lire en ligne)
4. ↑  Anatole Louis Garraux, Bibliographie brésilienne: catalogue des ouvrages franc̜ais & latins relatifs au Brésil (1500-1898), Chadenat, 1898 (lire en ligne)
5. 1 2 3 4  Francis comte de Castelnau, Expédition dans les parties centrales de l'Amérique du Sud: de Rio de Janeiro à Lima, et de Lima au Para, Tome Deuxième, P. Bertrand, 1850 (lire en ligne)
6. 1 2  Francis de Castelnau, Expedition dans les parties centrales de l'Amérique du Sud, de Rio de Janeiro à Lima, et de Lima au Para, Tome Troisième, Chez P. Bertrand, 1851 (lire en ligne)
7. 1 2 3  Castelnau, Expedition dans les parties centrales de l'Amerique du Sud: de Rio de Janeiro a Lima, et de Lima au Para, Tome Quatrième, P. Bertrand, 1851 (lire en ligne)
8. 1 2 3 4 5 6 7  Francis comte de Castelnau, Expédition dans les parties centrales de l'Amérique du Sud: de Rio de Janeiro à Lima, et de Lima au Para, Tome Cinquième, P. Bertrand, 1851 (lire en ligne)
9. 1 2  Francis de Castelnau, Expédition dans les parties centrales de l'Amérique du Sud, de Rio de Janeiro à Lima, et de Lima au Para, Tome Sixième, P. Bertrand, 1851 (lire en ligne)
10. ↑  (en) Brian Greig Saunders, Discovery of Australia's Fishes: A History of Australian Ichthyology to 1930, Csiro Publishing, 2012 (ISBN 978-0-643-10670-3, lire en ligne)
11. ↑  Yves Carton, Histoire de l’entomologie: Relations entre biologistes français et américains 1830-1940, ISTE Group, 1er novembre 2016 (ISBN 978-1-78405-203-4, lire en ligne)
12. ↑  (en) Anne S. Troelstra, Bibliography of Natural History Travel Narratives, BRILL, 1er juin 2017 (ISBN 978-90-04-34378-8, lire en ligne)
13. 1 2  Francis ¬de Castelnau, Expedition dans les parties centrales de l'Amerique du Sud, de Rio de Janeiro a Lima, et de Lima au Para, Animaux nouveaux ou rares, Oiseaux, P. Bertrand, 1855 (lire en ligne)
14. 1 2  Paul Gervais et Francis de Castelnau, Expedition dans les parties centrales de l'Amerique du Sud, de Rio de Janeiro a Lima, et de Lima au Para, Animaux nouveaux ou rares, Zoologie, Bertrand, 1855 (lire en ligne)
15. 1 2  Francis comte de Castelnau, Expédition dans les parties centrales de l'Amérique du Sud, de Rio de Janeiro à Lima, et de Lima au Para, Animaux nouveaux ou rares, Anatomie, P. Bertrand, 1855 (lire en ligne)
16. ↑  (de) Journal für Ornithologie, Friedländer., 1858 (lire en ligne)
17. ↑  (en) Field Museum of Natural History, Carl Eduard Hellmayr et Boardman Conover, Catalogue of Birds of the Americas and the Adjacent Islands in Field Museum of Natural History, Field Museum of Natural History, 1918 (lire en ligne)
18. ↑  Archives du Muséum d'histoire naturelle, Gide, 1852 (lire en ligne)
19. ↑  (en) Catherine A. Toft et Timothy F. Wright, Parrots of the Wild: A Natural History of the World's Most Captivating Birds, Univ of California Press, 16 novembre 2015 (ISBN 978-0-520-96264-4, lire en ligne)
20. ↑  Société de géographie (France), Bulletin de la Société de géographie, Société de géographie, 1883 (lire en ligne)
21. ↑  Francis de Castelnau, Expédition dans les parties centrales de l'Amérique du Sud, de Rio de Janeiro a Lima, et de Lima au Para, Vues et scènes, P. Bertrand, 1853 (lire en ligne)
22. ↑  Francis : de Castelnau, Antiquités des Incas et autres peuples anciens, recueillies pendant l'expédition dans les parties centrales de l'Amerique du Sud, de Rio de Janeiro a Lima, et de Lima au Para exécutée par ordre du gouvernement français pendant les annees 1843 a 1847, P. Bertrand, 1854 (lire en ligne)
23. ↑  H. A. Weddell et Francis de Castelnau, Chloris Andina. Essai d'une flore de la region alpine des Cordilleres de l'Amerique du Sud: 6, Bertrand, 1855 (lire en ligne)
24. ↑  Francis De Castelnau, Expédition dans les parties centrales de l'Amérique du Sud, de Rio de Janeiro à Lima, et de Lima au Para, Animaux nouveaux ou rares, Mollusques, P. Bertrand, 1857 (lire en ligne)
25. ↑  Société royale d'entomologie de Belgique, Memoires, 1897 (lire en ligne)